# Keno Davis
Keno Emlen Davis (Easton, 10 marzo 1972) è un allenatore di pallacanestro statunitense.
È il figlio di Tom Davis, a sua volta allenatore.

## Palmarès
- Associated Press College Basketball Coach of the Year (2008)
- Henry Iba Award (2008)